# دي ستيرلينغ
دي ستيرلينغ هو لاعب كرة القدم الكندية كندي، ولد في 3 فبراير 1986 في كينغستون في كندا.